# Jardim das Rosas (Pinheiros)
Jardim das Rosas é um bairro localizado na zona oeste da cidade de São Paulo, situado no distrito de Pinheiros. É administrado pela Subprefeitura de Pinheiros.